# Pentagynia
Em botânica, pentagynia  é uma ordem de plantas segundo o sistema de Linné.  Apresentam flores hermafroditas com cinco pistilos.
Está circunscrita nas seguintes classes:
| - Classe 5. Pentandria - Classe 10. Decandria - Classe 11. Dodecandria - Classe 12. Icosandria - Classe 13. Polyandria |